# 400 meter för damer i friidrott vid olympiska sommarspelen 2024

Officiell video på loppet.

Damernas 400 meter vid olympiska sommarspelen 2024 avgjordes mellan den 5 och 9 augusti 2024 på Stade de France i Paris, Frankrike. 47 idrottare från 32 nationer deltog i tävlingen. Det var 16:e gången grenen fanns med i ett OS och den har funnits med i varje OS sedan 1964.
OS-mästaren från Tokyo 2020 (arrangerades 2021) Shaunae Miller-Uibo kom till tävlingen, men hon hade inga färska resultat för att vara konkurrenskraftig, och det var ett och ett halvt år sedan hon fött barn. Silvermedaljören från Tokyo och 
2023-års världsmästare Marileidy Paulino var också tillbaka. OS-bronsmedaljören Allyson Felix hade gått i pension. Natalia Kaczmarek, silvermedaljör i världsmästerskapen 2023, kom till tävlingen med flera topptider från säsongen. Salwa Eid Naser som vann  VM 2019 och tog silver  2017, var tillbaka efter sin avstängning som hon hade fått efter att flera gånger ha missat att meddela sin vistelseplats. De tog sig alla till finalen förutom Miller-Uibo som inte gick vidare från kvalrundan.
I finalen gick Naser ut stark och kunde skaffa sig en liten ledning i början. Paulino kom dock ikapp henne inför andra kurvan och tog ledningen med 200 meter kvar. Samtidigt tog sig Rhasidat Adeleke upp till tredje plats. När Paulino kom in på upploppet hade hon skaffat sig en stor ledning över Naser på andra plats. Adeleke på tredje plats började få det kämpigt medan Kaczmarek ökade farten och gick om henne med mindre än 50 meter kvar. I stor ledning gick Paulino i mål och tog guldet med tiden 48,10 sekunder. Naser tog silvret med 48,53 och bronset gick till Kaczmarek med tiden 48,98.
Paulinos 48,17 slog Marie-José Pérecs 28 år gamla olympiska rekord och hennes eget nationella rekord. Amber Anning satte också nytt brittiskt rekord. Alla åtta finalister kom i mål under 50 sekunder för första gången någonsin.
| Spel               | Guld                                      | Silver                  | Brons                   |
| Damernas 400 meter | Marileidy Paulino Dominikanska republiken | Salwa Eid Naser Bahrain | Natalia Kaczmarek Polen |

## Kvalificering till OS-grenen
Kvalificeringsperioden för damernas 400 meter i friidrott var mellan 1 juli 2023 och 30 juni 2024. Maximalt 48 idrottare kunde kvalificera sig till evenemanget, med högst tre idrottare per nation, genom att springa kvalificeringsstandarden 50,95 sekunder eller snabbare eller genom sin världsranking i friidrott för denna gren. 47 idrottare deltog i tävlingen.

## Schema
Alla tider är CET.
| Datum          | Tid   | Omgång      |
| -------------- | ----- | ----------- |
| 5 augusti 2024 | 11:55 | Kval        |
| 6 augusti 2024 | 11:20 | Återkval    |
| 7 augusti 2024 | 20:45 | Semifinaler |
| 9 augusti 2024 | 21:40 | Final       |

Källa: 

## Rekord
Före tävlingens start fanns följande rekord:
| Rekord           | Idrottare              | Tid (s) | Plats                  | Datum          |
| ---------------- | ---------------------- | ------- | ---------------------- | -------------- |
| Världsrekord     | Marita Koch (GDR)      | 47,60   | Canberra, Australien   | 6 oktober 1985 |
| Olympiskt rekord | Marie-José Pérec (FRA) | 48,03   | Atlanta, United States | 29 juli 1996   |

| Område                                   | Tid (s)    | Idrottare           | Nation      |
| ---------------------------------------- | ---------- | ------------------- | ----------- |
| Afrika                                   | 49,10      | Falilat Ogunkoya    | Nigeria     |
| Asien                                    | 48,14      | Salwa Eid Naser     | Bahrain     |
| Europa                                   | 47,60 0VR0 | Marita Koch         | Östtyskland |
| Nordamerika, Centralamerika och Karibien | 48,36      | Shaunae Miller-Uibo | Bahamas     |
| Oceanien                                 | 48,63      | Cathy Freeman       | Australien  |
| Sydamerika                               | 49,64      | Ximena Restrepo     | Colombia    |

## Resultat
Markeringarnas förklaring finns längst ner.

### Kval
De tre första i varje heat 0Q0 gick vidare till semifinal. Alla andra som sprang klart sitt lopp gick vidare till återkval.

#### Kvalheat 1
| Placering | Bana | Idrottare                 | Nation      | Tid   | Noteringar |
| --------- | ---- | ------------------------- | ----------- | ----- | ---------- |
| 1         | 3    | Salwa Eid Naser           | Bahrain     | 49,91 | 0Q0        |
| 2         | 8    | Stacey-Ann Williams       | Jamaica     | 50,16 | 0Q0        |
| 3         | 4    | Andrea Miklós             | Rumänien    | 50,54 | 0Q0 PB0    |
| 4         | 2    | Gabby Scott               | Puerto Rico | 50,74 | 0NR0       |
| 5         | 5    | Kendall Ellis             | USA         | 51,16 |            |
| 6         | 6    | Sophie Becker             | Irland      | 51,84 |            |
| 7         | 9    | Tereza Petržilková        | Tjeckien    | 51,92 |            |
| 8         | 7    | Modesta Justė Morauskaitė | Litauen     | 52,00 |            |

#### Kvalheat 2
| Placering | Bana | Idrottare              | Nation         | Tid   | Noteringar |
| --------- | ---- | ---------------------- | -------------- | ----- | ---------- |
| 1         | 8    | Nickisha Pryce         | Jamaica        | 50,02 | 0Q0        |
| 2         | 7    | Laviai Nielsen         | Storbritannien | 50,36 | 0Q0        |
| 3         | 2    | Henriette Jæger        | Norge          | 50,39 | 0Q0        |
| 4         | 4    | Justyna Święty-Ersetic | Polen          | 50,95 |            |
| 5         | 6    | Ellie Beer             | Australien     | 51,47 | 0PB0       |
| 6         | 5    | Lina Licona            | Colombia       | 51,85 |            |
| 7         | 3    | Zoe Sherar             | Kanada         | 51,97 |            |

#### Kvalheat 3
| Placering | Bana | Idrottare        | Nation         | Tid   | Noteringar |
| --------- | ---- | ---------------- | -------------- | ----- | ---------- |
| 1         | 8    | Amber Anning     | Storbritannien | 49,68 | 0Q0        |
| 2         | 2    | Lieke Klaver     | Nederländerna  | 49,96 | 0Q0        |
| 3         | 6    | Paola Morán      | Mexiko         | 51,04 | 0Q0        |
| 4         | 9    | Martina Weil     | Chile          | 51,15 |            |
| 5         | 7    | Alice Mangione   | Italien        | 51,60 |            |
| 6         | 3    | Ella Onojuvwevwo | Nigeria        | 51,65 |            |
| 7         | 4    | Tiffani Marinho  | Brasilien      | 52,62 |            |
| 8         | 5    | Cátia Azevedo    | Portugal       | 52,73 |            |

#### Kvalheat 4
| Placering | Bana | Idrottare           | Nation         | Tid     | Noteringar |
| --------- | ---- | ------------------- | -------------- | ------- | ---------- |
| 1         | 4    | Natalia Kaczmarek   | Polen          | 49,98   | 0Q0        |
| 2         | 9    | Roxana Gómez        | Kuba           | 50,38   | 0Q0        |
| 3         | 5    | Sada Williams       | Barbados       | 50,45   | 0Q0        |
| 4         | 6    | Victoria Ohuruogu   | Storbritannien | 50,93   |            |
| 5         | 3    | Gunta Vaičule       | Lettland       | 51,13   |            |
| 6         | 2    | Helena Ponette      | Belgien        | 51,75   |            |
| 7         | 7    | Shaunae Miller-Uibo | Bahamas        | 2:29,29 |            |
| –         | 8    | Esther Joseph       | Nigeria        |         | 0DSQ0      |

#### Kvalheat 5
| Placering | Bana | Idrottare            | Nation                  | Tid   | Noteringar |
| --------- | ---- | -------------------- | ----------------------- | ----- | ---------- |
| 1         | 5    | Marileidy Paulino    | Dominikanska republiken | 49,42 | 0Q0        |
| 2         | 7    | Aaliyah Butler       | USA                     | 50,52 | 0Q0        |
| 3         | 6    | Susanne Gogl-Walli   | Österrike               | 50,67 | 0Q0 PB0    |
| 4         | 8    | Sharlene Mawdsley    | Irland                  | 50,71 | 0PB0       |
| 5         | 4    | Aliyah Abrams        | Guyana                  | 51,55 |            |
| 6         | 9    | Lurdes Gloria Manuel | Tjeckien                | 52,20 |            |
| 7         | 2    | Kiran Pahal          | Indien                  | 52,51 |            |
| 8         | 3    | Cynthia Bolingo      | Belgien                 | 52,77 |            |

#### Kvalheat 6
| Placering | Bana | Idrottare         | Nation    | Tid   | Noteringar |
| --------- | ---- | ----------------- | --------- | ----- | ---------- |
| 1         | 5    | Rhasidat Adeleke  | Irland    | 50,09 | 0Q0        |
| 2         | 7    | Alexis Holmes     | USA       | 50,35 | 0Q0        |
| 3         | 8    | Junelle Bromfield | Jamaica   | 51,36 | 0Q0        |
| 4         | 2    | Miranda Coetzee   | Sydafrika | 51,58 |            |
| 5         | 6    | Lada Vondrová     | Tjeckien  | 51,80 |            |
| 6         | 3    | Lauren Gale       | Kanada    | 53,13 |            |
| 7         | 4    | Evelis Aguilar    | Colombia  | 53,36 |            |
| –         | 9    | Nicole Caicedo    | Ecuador   |       | 0DSQ0      |

### Återkval
Varje heats vinnare 0Q0 plus två på tid 0q0 gick vidare till semifinal.

#### Återkval 1
| Placering | Bana | Idrottare              | Nation   | Tid   | Noteringar |
| --------- | ---- | ---------------------- | -------- | ----- | ---------- |
| 1         | 5    | Ella Onojuvwevwo       | Nigeria  | 50,59 | 0Q0        |
| 2         | 4    | Justyna Święty-Ersetic | Polen    | 50,89 |            |
| 3         | 3    | Sharlene Mawdsley      | Irland   | 51,18 |            |
| 4         | 7    | Tereza Petržilková     | Tjeckien | 51,46 |            |
| 5         | 8    | Aliyah Abrams          | Guyana   | 51,84 |            |
| 6         | 6    | Kiran Pahal            | Indien   | 52,59 |            |

#### Återkval 2
| Placering | Bana | Idrottare                 | Nation      | Tid   | Noteringar |
| --------- | ---- | ------------------------- | ----------- | ----- | ---------- |
| 1         | 4    | Gabby Scott               | Puerto Rico | 50,52 | 0Q0 NR0    |
| 2         | 8    | Miranda Coetzee           | Sydafrika   | 50,66 | 0q0 PB0    |
| 3         | 5    | Lurdes Gloria Manuel      | Tjeckien    | 50,81 | 0q0        |
| 4         | 6    | Modesta Justė Morauskaitė | Litauen     | 51,33 | 0PB0       |
| 5         | 7    | Helena Ponette            | Belgien     | 51,46 | 0PB0       |
| 6         | 3    | Martina Weil              | Chile       | 51,79 |            |
| 7         | 2    | Shaunae Miller-Uibo       | Bahamas     | 53,50 |            |

#### Återkval 3
| Placering | Bana | Idrottare         | Nation         | Tid   | Noteringar |
| --------- | ---- | ----------------- | -------------- | ----- | ---------- |
| 1         | 8    | Victoria Ohuruogu | Storbritannien | 50,59 | 0Q0        |
| 2         | 2    | Gunta Vaičule     | Lettland       | 50,93 |            |
| 3         | 6    | Alice Mangione    | Italien        | 51,07 | 0PB0       |
| 4         | 4    | Ellie Beer        | Australien     | 51,65 |            |
| 5         | 5    | Cátia Azevedo     | Portugal       | 52,04 |            |
| 6         | 3    | Lauren Gale       | Kanada         | 52,68 |            |
| 7         | 7    | Evelis Aguilar    | Colombia       | 52,86 |            |

#### Återkval 4
| Placering | Bana | Idrottare       | Nation    | Tid   | Noteringar |
| --------- | ---- | --------------- | --------- | ----- | ---------- |
| 1         | 8    | Kendall Ellis   | USA       | 50,44 | 0Q0        |
| 2         | 6    | Sophie Becker   | Irland    | 51,28 |            |
| 3         | 7    | Zoe Sherar      | Kanada    | 51,43 |            |
| 4         | 4    | Lina Licona     | Colombia  | 51,90 |            |
| 5         | 5    | Lada Vondrová   | Tjeckien  | 52,15 |            |
| 6         | 2    | Tiffani Marinho | Brasilien | 52,32 |            |
| –         | 3    | Cynthia Bolingo | Belgien   |       | 0DNS0      |

### Semifinaler
De två första i varje lopp 0Q0 plus två på tid 0q0 gick vidare till finalen.

#### Semifinal 1
| Placering | Bana | Idrottare         | Nation         | Tid   | Noteringar |
| --------- | ---- | ----------------- | -------------- | ----- | ---------- |
| 1         | 7    | Salwa Eid Naser   | Bahrain        | 49,08 | 0Q0        |
| 2         | 8    | Rhasidat Adeleke  | Irland         | 49,95 | 0Q0        |
| 3         | 4    | Henriette Jæger   | Norge          | 50,17 | 0q0        |
| 4         | 6    | Lieke Klaver      | Nederländerna  | 50,44 |            |
| 5         | 3    | Victoria Ohuruogu | Storbritannien | 51,14 |            |
| 6         | 5    | Aaliyah Butler    | USA            | 51,18 |            |
| 7         | 2    | Gabby Scott       | Puerto Rico    | 51,22 |            |
| 8         | 9    | Junelle Bromfield | Jamaica        | 51,93 |            |

#### Semifinal 2
| Placering | Bana | Idrottare            | Nation                  | Tid   | Noteringar |
| --------- | ---- | -------------------- | ----------------------- | ----- | ---------- |
| 1         | 6    | Marileidy Paulino    | Dominikanska republiken | 49,21 | 0Q0        |
| 2         | 5    | Alexis Holmes        | USA                     | 50,00 | 0Q0        |
| 3         | 7    | Laviai Nielsen       | Storbritannien          | 50,69 |            |
| 4         | 8    | Nickisha Pryce       | Jamaica                 | 50,77 |            |
| 5         | 9    | Andrea Miklós        | Rumänien                | 50,78 |            |
| 6         | 3    | Ella Onojuvwevwo     | Nigeria                 | 51,05 |            |
| 7         | 4    | Susanne Gogl-Walli   | Österrike               | 51,17 |            |
| 8         | 2    | Lurdes Gloria Manuel | Tjeckien                | 51,42 |            |

#### Semifinal 3
| Placering | Bana | Idrottare           | Nation         | Tid   | Noteringar |
| --------- | ---- | ------------------- | -------------- | ----- | ---------- |
| 1         | 7    | Natalia Kaczmarek   | Polen          | 49,45 | 0Q0        |
| 2         | 6    | Amber Anning        | Storbritannien | 49,47 | 0Q0 PB0    |
| 3         | 4    | Sada Williams       | Barbados       | 49,89 | 0q0        |
| 4         | 2    | Kendall Ellis       | USA            | 50,40 |            |
| 5         | 5    | Roxana Gómez        | Kuba           | 50,48 |            |
| 6         | 9    | Paola Morán         | Mexiko         | 50,73 |            |
| 7         | 8    | Stacey-Ann Williams | Jamaica        | 50,79 |            |
| 8         | 3    | Mirandaö Coetzee    | Sydafrika      | 51,60 |            |

### Final
| Placering | Bana   | Idrottare         | Nation                  | Tid   | Notering     |
| --------- | ------ | ----------------- | ----------------------- | ----- | ------------ |
| 1         | 6      | Marileidy Paulino | Dominikanska republiken | 48,17 | 0OR0 NR0 AR0 |
| 2         | 8      | Salwa Eid Naser   | Bahrain                 | 48,53 |              |
| 3         | 7      | Natalia Kaczmarek | Polen                   | 48,98 |              |
| 4         | 4      | Rhasidat Adeleke  | Irland                  | 49,28 |              |
| 5         | 5      | Amber Anning      | Storbritannien          | 49,29 | 0NR0         |
| 6         | 9      | Alexis Holmes     | USA                     | 49,77 |              |
| 7         | 2      | Sada Williams     | Barbados                | 49,83 |              |
| 8         | 3      | Henriette Jæger   | Norge                   | 49,96 |              |
| Källa:    | Källa: | Källa:            | Källa:                  | Vind: | Vind:        |

## Markeringar
- 0Q0 innebär avancemang utifrån placering i heatet.
- 0q0 innebär avancemang utifrån total placering.
- 0DNS0 innebär att personen inte startade.
- 0DNF0 innebär att personen inte fullföljde.
- 0DSQ0 innebär diskvalificering.
- 0VR0 innebär världsrekord.
- 0OR0 innebär olympiskt rekord.
- 0AR0 innebär världsdelsrekord (eng: area record).
- 0VRJ0 innebär världsrekord för juniorer.
- 0NR0 innebär nationellt rekord.
- 0PB0 innebär personligt rekord.
- 0SB0 innebär säsongsbästa.
- 0w0 innebär medvind > 2,0 m/s.